# Бригах
Бригах (на немски: Brigach) е река в Германия, приток на Дунав. Тя извира на 940 м н.в. в Шварцвалд. Името има келтски корени и означава „светла, чиста вода“.
Реката извира в близост до двора на селяни и може да бъде посетен от туристи. Преминава през град Вилинген и областта Бригахтал. В Донауешинген минава по тръбопровод през парка на двореца „Фюрстлих фюрстембергишес шлос“. В парка е издигнат кръгъл басейн със скулптурна композиция, представяща платото Баар, от където извира р. Бригах като майка Баар, която сочи пътя на младия Дунав. Тази басейн е известен като „Извора на Дунав“, въпреки че от географска гледна точка изворът на Дунав е изворът на р. Брег край гр. Фуртванген, която е по-дълга и по-високо разположена от р. Бригах. След 43 км Бригах и Брег се сливат и дават началото на Дунава. От там идва и афоризмът „Бригах и Брег подкарват Дунав напред“. Намереният тук релеф сочи към богинята Абноба.
От Санкт Георген до Донауешинген долината на Бригах проправя пътя на железниците на Шварцвалд. Басейнът на Бригах обхваща територия от 195 км².